# Blood and Belief
Blood and Belief è il terzo album studio dei Blaze pubblicato nel 2004.

## Tracce
1. Alive – 4:09
2. Ten Seconds – 4:30
3. Blood and Belief – 6:33
4. Life and Death – 5:11
5. Tearing Yourself to Pieces – 5:49
6. Hollow Head – 4:02
7. Will to Win – 4:54
8. Regret – 5:53
9. The Path and the Way – 4:54
10. Soundtrack of My Life – 5:34

## Formazione
- Blaze Bayley – voce
- John Slater – chitarra
- Steve Wray – chitarra
- Wayne Banks – basso
- Jason Bowld – batteria